# Andrea Lusso
Andrea Lusso (Ilbono, 1575 – Lotzorai, 1627) è stato un pittore italiano, il più noto pittore manierista sardo.

## Biografia
Della sua infanzia e della sua giovinezza si sa poco, solo che la trascorrerà nel paese di Ilbono, in Ogliastra.
All'età di quindici anni partirà alla volta del Nord Sardegna, e li che lavorerà maggiormente per tutto il corso della sua breve avventura autobiografica, prenderà li gli insegnamenti pittorici, probabilmente di fronte alle opere del Maestro di Castelsardo, morto già da tempo. È risaputo che nella formazione era solito prender spunto dai modelli dei libri di stampa, che in quei tempi giungevano dal continente presso le città maggiori dell'isola. All'età di vent'anni, nel 1595 è la sua prima opera pittorica su committenza "Miracolo di san Pantaleo" per la pala di altare della chiesa omonima di Martis, l'anno successivo per quella dell'Assunta di Calangianus e nel 1597, realizza la "Trasfigurazione di Raffaello" per la chiesa di Sant'Andrea di Sedini. Nel 1599 torna in Ogliastra, presso il paese di Lotzorai, e gli viene commissionata l'opera "La circoncisione" per la Chiesa di Baunei che riuscirà a completare solo nel 1601. Vengono attribuiti a lui persino gli affreschi murali, "I martiri turritani", sul transetto della concattedrale di Sant'Antonio Abate a Castelsardo, e anche l'opera "Il perdono dell'adultera" presso l'Episcopio di Nuoro sempre degli inizi del Seicento. Molti capolavori del pittore sono andati perduti, i sopra elencati sono i più importanti, a oggi il Lusso è considerato tra i maggiori pittori del Manierismo in Sardegna.